# 小奧厄河 (多瑙河支流)
48°39′49″N 13°7′49″E / 48.66361°N 13.13028°E

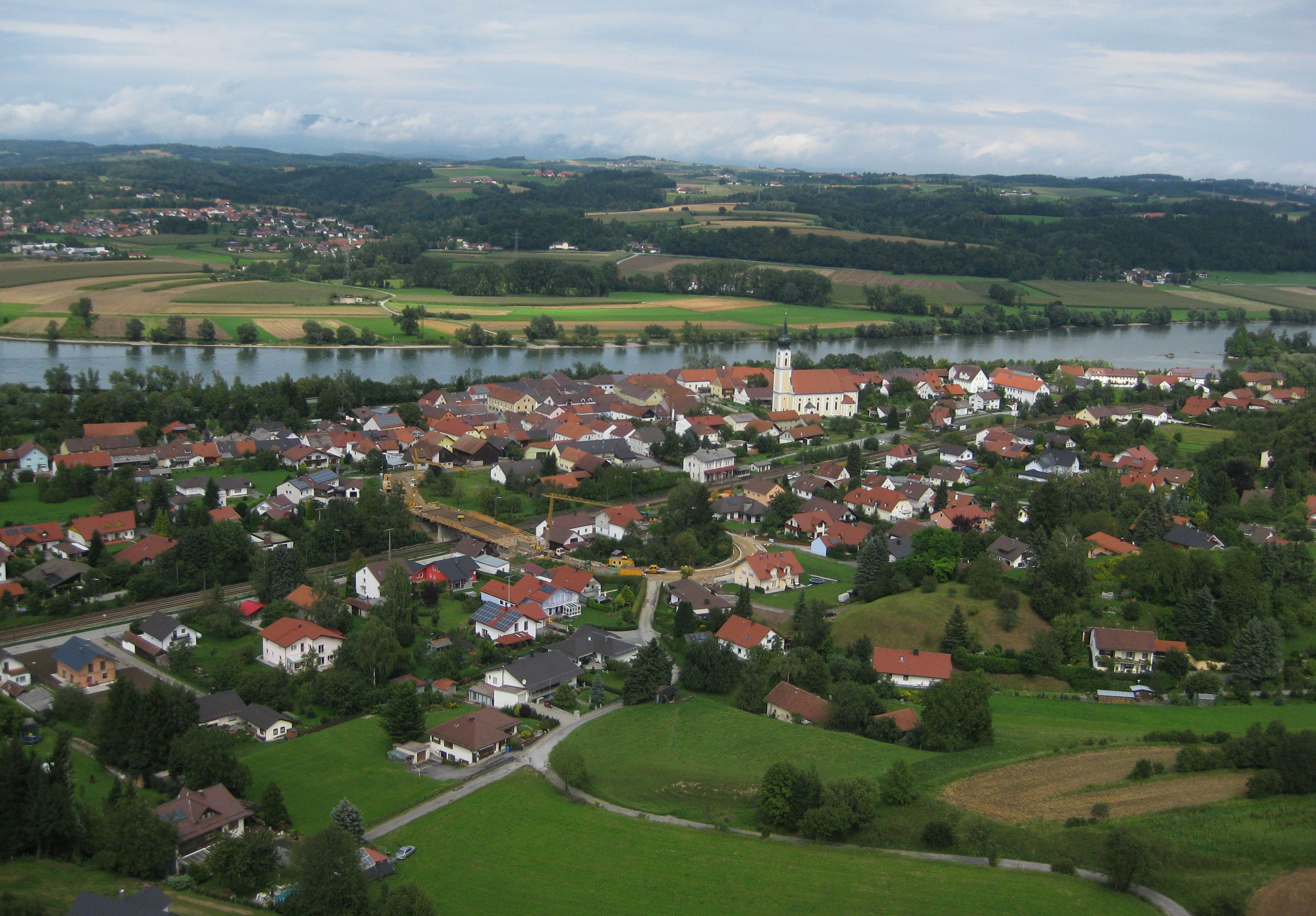
小奧厄河（多瑙河支流）

小奧厄河（德語：Kleine Ohe），是德國的河流，位於該國東南部，由巴伐利亞負責管轄，屬於多瑙河的左支流，河道全長31.6公里，流域面積85平方公里，發源自格拉特斯多夫以東，河口處在霍夫基興。